# Borki (Pigany)
Borki – przysiółek wsi Pigany w Polsce położony w województwie podkarpackim, w powiecie przeworskim, w gminie Sieniawa, w sołectwie Pigany
W latach 1975–1998 przysiółek położony był w województwie przemyskim.
Borki leżą na wschód od Pigan, przy lesie i obejmują 23 domów.